# Zeleni križevec
Zeleni križevec (znanstveno ime Araniella cucurbitina) je vrsta pajkov iz družine križevcev, ki je razširjena tudi v Sloveniji.

## Opis
Odrasle samice lahko dosežejo v dolžino do 6 mm, samci pa le okoli 4 mm. Mreže plete na gozdnih jasah med travo, v premeru pa merijo le okoli 10 cm.